# 側條鱂
側條鱂為輻鰭魚綱鯉齒目鯉齒亞目鯉齒鱂科鱂屬的其中一種，分布於中美洲墨西哥的淡水水域，體長可達5.5公分，該物種一度被認為已滅絕，直至2012年其標本被意外發現。

## 擴展閱讀
維基物種上的相關：側條鱂